# 사설 서버
사설 서버 또는 프라이빗 서버(private server)는 사적으로 관리되는 머신이나 가상 머신을 의미한다. 구어적으로 이 용어는 비디오 게임을 위한 비공식 서버 중 독립적으로 운영되는 서버를 지칭하는 데 거의 배타적으로 사용된다.

## 사설 서버 (광의)
서버에 적절한 인터넷 연결, 전기가 필요하고 소음이 있을 수 있으므로, 콜로케이션 서버에 종종 위치한다. 서버들은 노트북이나 데스크톱을 구매할 수 있는 것과 비슷한 방식으로 시장에서 구매가 가능하며 이미 구성해 놓은 개인에 의해 구매할 수 있다. 일반적인 데스크톱 컴퓨터들은 콜로케이션 서버에 위치시키는 것이 적절하지 않은데, 그 이유는 서버들은 표준 랙에 맞는 특정한 폼팩터를 갖추고 있어서이다. 이러한 그룹에는 맞춤식으로 설계된 실험적인 서버들도 포함하며, 호비스트들에 의해 구성된다. 가상 서버 또한 높은 등급의 자유도, 슈퍼유저 접근, 낮은 비용의 서비스를 제공한다. 일반적으로 홍보사이트라 불리는 프리서버 홍보사이트에 가보면 대부분이 리니지 프리서버이다.

## 비디오 게임 사설 서버
사설 서버는 온라인 게임 서버의 재구현을 의미하는데, 일반적으로 게임 커뮤니티의 제3자가 사유 소프트웨어 상용 소프트웨어의 클론으로 만든 것이다. 사설 서버는 종종 원 제작사에 의해 만들어지거나 승인되지 않는다.
사설 서버는 《월드 오브 워크래프트》, 《룬스케이프》, 《메이플스토리》와 같은 대규모 단일 플레이어 온라인 롤플레잉 게임 장르의 게임들을 호스팅하는 경우가 많다. 이 서버들은 "순정" 또는 표준적인 경험을 제공하려고 시도하거나, 게임 플레이를 수정하여 난이도, 캐릭터 진행 속도, 이용 가능한 콘텐츠, 또는 게임 플레이 환경에 대한 이용 가능한 제어를 변경할 수 있다.
《나의 노래하는 몬스터들》과 같은 일부 인기 비디오 게임은 지난 3년 동안 사설 서버가 급증했으며, 그 중 주목할 만한 하나는 MSM 핵스이다.
많은 사설 서버는 플레이어가 서버 유지 보수를 위해 자금을 기부하도록 장려한다. 때로는 이러한 기부가 게임 내 혜택으로 보상되기도 한다. 드물게는 사설 서버 운영자가 게임 내 혜택을 직접 판매할 수도 있다.
저작권 보유 회사는 종종 자신들의 게임에 대한 사설 서버 버전을 폐쇄하려고 시도하며 성공한다. 이와 함께 운영자가 흥미를 잃을 가능성 때문에 사설 서버는 단명할 수 있다. 그러나 저작권 보유자가 더 이상 운영하지 않는 게임의 경우도 있는데, 이 경우에는 사설 서버가 승인된, 폐지된 서비스보다 더 긴 수명을 가질 수 있다.
게임용 사설 서버는 종종 원본 게임의 완전한 내부 작동에 대한 불완전한 정보를 사용하여 역설계되고 운영되기 때문에, 표준 기능 세트가 불완전하거나 서버가 원본보다 불안정한 경우가 흔하다. 반면에 운영자가 홈브루 기능을 추가하는 것도 흔하다.

## 같이 보기
- 사설망